# Bélavár
Bélavár es un pueblo ubicado en el distrito de Barcs, en el condado de Somogy, Hungría.

## Superficie
Posee una superficie de 22,78 kilómetros cuadrados.

## Demografía
Hasta 2019 la población era de 299 habitantes, con una densidad de población de 13,13 habitantes por kilómetro cuadrado.